# Ligne de la Côte Bleue
A Ligne de la Côte Bleue egy kétvágányú, részben 1500 V egyenárammal villamosított vasútvonal Franciaországban a Földközi-tenger partján L'Estaque és Miramas között. A vonal 32 km hosszú, 18 híd és 28 alagút található rajta. A vonal hivatalos száma 935 000. 1915 október 15-én nyílt meg. Mivel egyes szakaszai nincsenek villamosítva a magas költségek miatt, ezért a forgalmat kétmódú (dízel/villamos) SNCF B 81500 sorozatú motorvonatok bonyolítják le. A vonal L'Estaque-nál csatlakozik a hagyományos Párizs–Marseille-vasútvonalhoz.

## Képek

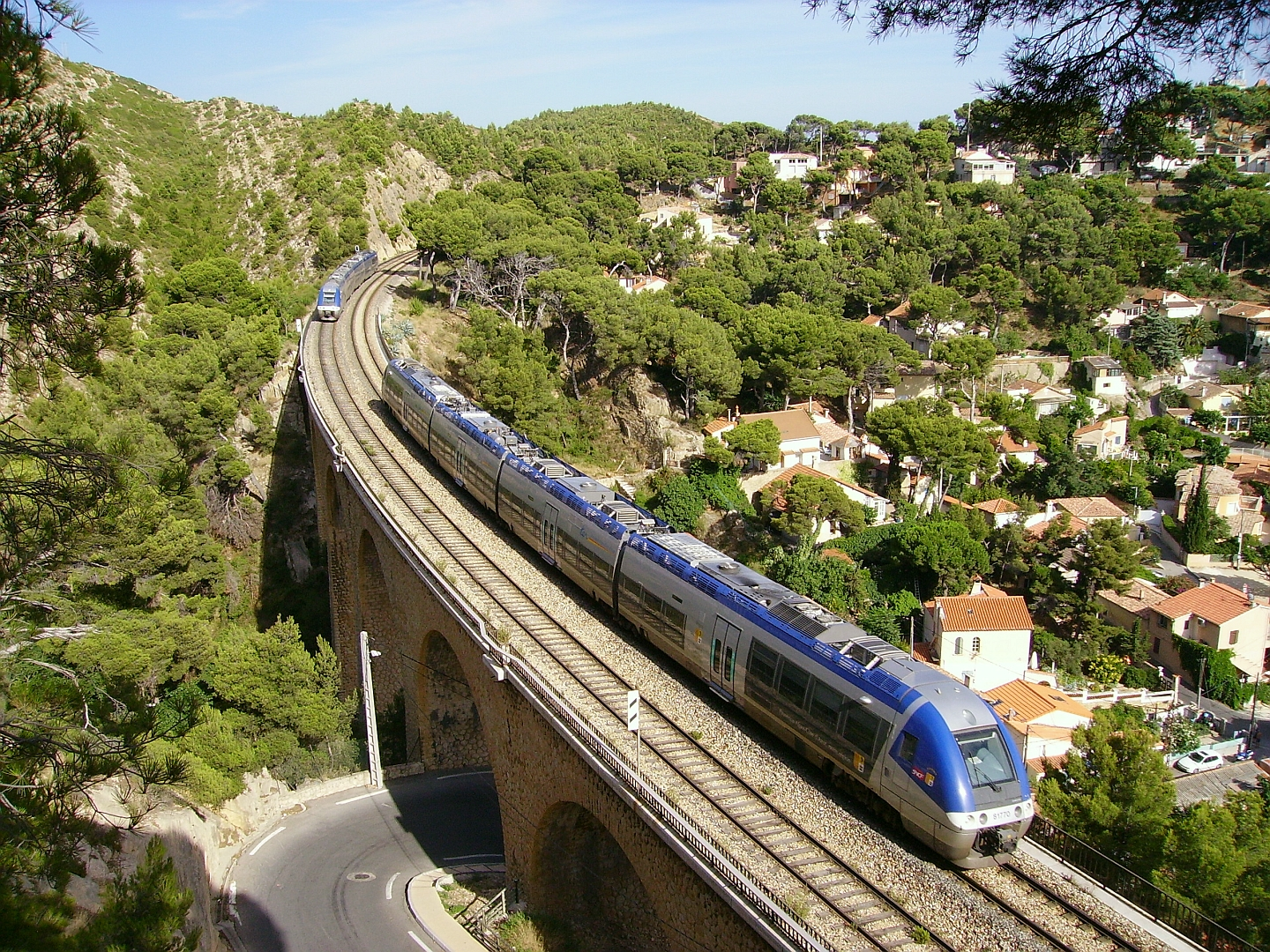
Vonatkereszt
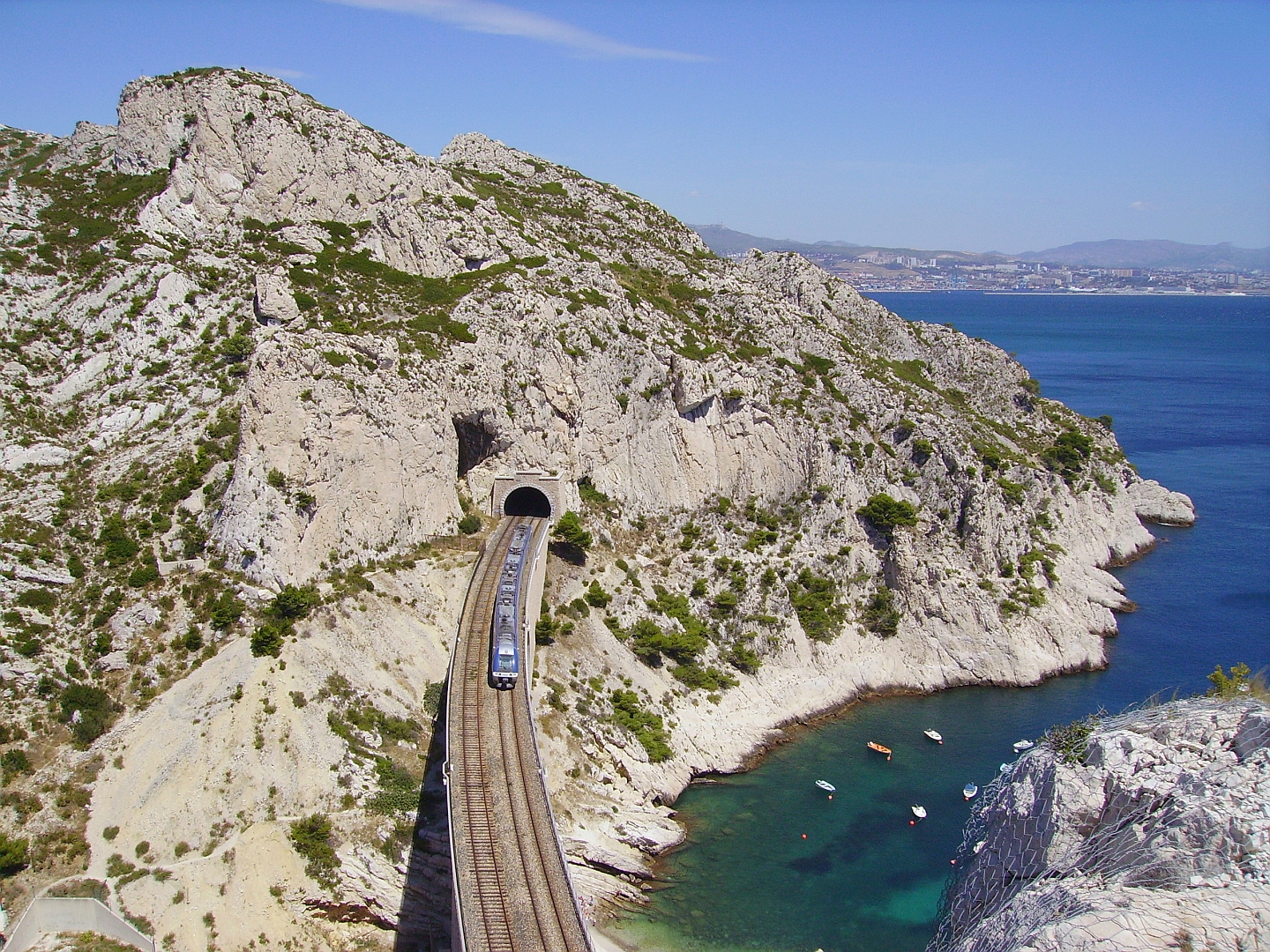
Egy a 28 alagút közül
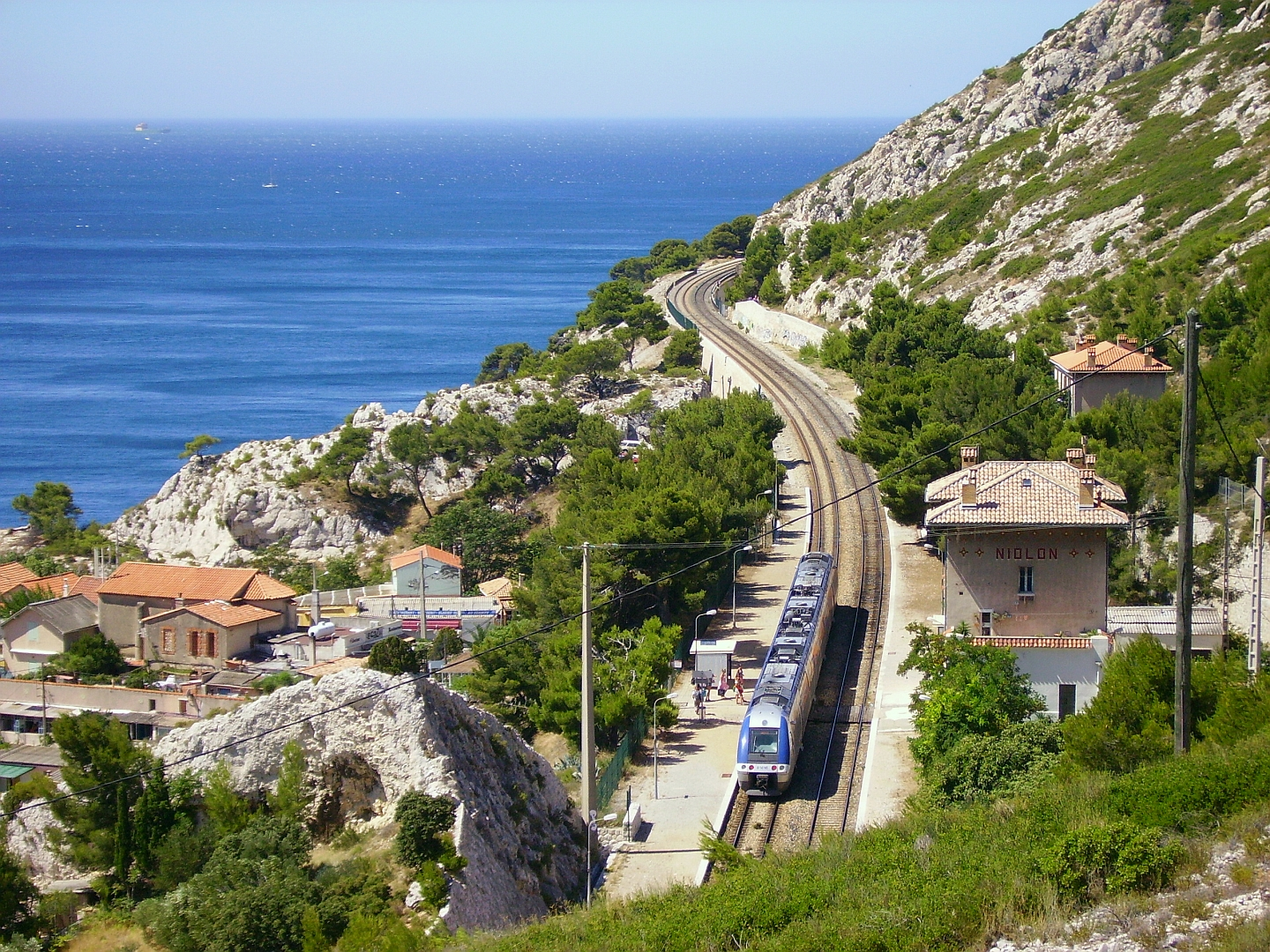
Niolon állomás